# Vitalij Buc
Vitalij Mykolajovyč Buc (in ucraino Віталій Миколайович Буц?; Mykolaïv, 24 ottobre 1986) è un ex ciclista su strada ucraino.

## Palmarès

### Strada
- 2006 (GC Feralpi)

Trofeo Lampre
- 2007 (Pagnoncelli-NGC-Perrel)

Gran Premio Agostano
Circuito Guazzorese
Circuito Pievese
Circuito Mezzanese
- 2008 (Pagnoncelli-NGC-Perrel)

Boucles de la Soule
Coppa Comune di Piubega
6ª tappa Giro delle Regioni (San Giovanni Valdarno > Firenze)
Classifica generale Giro delle Regioni
Trofeo Lindo e Sano
Milano-Rapallo
- 2009 (Lampre-NGC, una vittoria)

1ª tappa Tour of Hainan (Sanya > Baoting)
- 2013 (Kolss Cycling Team, nove vittorie)

4ª tappa Grand Prix of Sochi (Novomichajlovskij > Gelendžik)
Classifica generale Grand Prix of Sochi
3ª tappa Grand Prix of Adygeya (Majkop > Majkop)
Mayor Cup
1ª tappa Five Rings of Moscow (Mosca)
4ª tappa Turul României (Botoșani > Vaslui)
Classifica generale Turul României
1ª tappa Tour of Szeklerland (Miercurea Ciuc)
1ª tappa, 2ª semitappa Tour de Bulgarie (Zlatitza > Kazanlăk)
- 2014 (Kolss Cycling Team, quattro vittorie)

5ª tappa Grand Prix of Sochi (Orlonok > Nebug)
Race Horizon Park 1
Campionati ucraini, Prova in linea Elite
4ª tappa Tour of China I (Bazhong > Pingchang)
- 2015 (Kolss BDC Team, sei vittorie)

5ª tappa Tour of Mersin (Mersin > Mersin)
Grand Prix of Vinnytsia
Odessa Grand Prix 2
1ª tappa Black Sea Cycling Tour (Burgas > Dobrič)
1ª tappa Black Sea Cycling Tour (Dobrič > Varna)
Classifica generale Black Sea Cycling Tour
- 2016 (Kolss BDC Team, quattro vittorie)

Banja Luka-Beograd I
Horizon Park Race for Peace
4ª tappa Tour of Qinghai Lake (Guide > Lago Qinghai)
6ª tappa Tour de Bulgarie (Măgliž > Trojan)
- 2017 (Kolss BDC Team, sette vittorie)

1ª tappa Tour of Ukraine (Bila Cerkva > Bila Cerkva)
Classifica generale Tour of Ukraine
Campionati ucraini, Prova in linea Elite
1ª tappa Tour de Bulgarie - Sud (Elena > Ivajlovgrad)
2ª tappa Tour de Bulgarie - Sud (Ivajlovgrad > Stara Zagora)
3ª tappa Tour de Bulgarie - Sud (Stara Zagora > Plovdiv)
Classifica generale Tour de Bulgarie - Sud
- 2018 (Team Hurom, una vittoria)

2ª tappa Małopolski Wyścig Górski (Szaflary > Nowy Targ)
- 2020 (Shenzhen Xidesheng, una vittoria)

Grand Prix Velo Erciyes

#### Altri successi
- 2007 (Pagnoncelli-NGC-Perrel)

1ª tappa Giro Ciclistico Pesca e Nettarina di Romagna Igp (Castel Bolognese > Riolo Terme, cronosquadre)
- 2008 (Pagnoncelli-NGC-Perrel)

Targa Città di Palazzolo
- 2013 (Kolss Cycling Team)

Classifica a punti Five Rings of Moscow
Prologo Turul României (Marghita, cronosquadre)
- 2014 (Kolss Cycling Team)

Classifica a punti Tour d'Azerbaïdjan
Classifica scalatori Tour of China II
- 2015 (Kolss BDC Team)

Classifica a punti Tour of Mersin
Classifica a punti Black Sea Cycling Tour
- 2016 (Kolss BDC Team)

2ª tappa, 1ª semitappa Tour of Ukraine (Hostomel' > Buča, cronosquadre)
- 2017 (Kolss BDC Team)

2ª tappa Tour of Ukraine (cronosquadre)
Classifica a punti Tour of Ukraine
- 2021 (Salcano Sakarya BB Team)

Classifica scalatori Presidential Cycling Tour of Turkey
- 2022 (Sakarya BB Pro Team)

Classifica a punti Tour of Sakarya

## Piazzamenti

### Grandi Giri
- Vuelta a España

2009: non partito (12ª tappa)

### Classiche monumento
- Parigi-Roubaix

2010: ritirato
2011: ritirato
2012: ritirato
- Giro delle Fiandre

2010: ritirato
2011: ritirato
2012: ritirato

### Competizioni mondiali
- Campionati del mondo

Verona 2004 - In linea Junior: 69º
Stoccarda 2007 - In linea Under-23: 9º
Varese 2008 - In linea Under-23: 54º
Limburgo 2012 - In linea Elite: ritirato
Toscana 2013 - In linea Elite: ritirato
Toscana 2013 - Cronosquadre: 28º
Richmond 2015 - In linea Elite: ritirato
Doha 2016 - Cronosquadre: 14º
Doha 2016 - In linea Elite: ritirato
Wollongong 2022 - Staffetta mista: 12º
Wollongong 2022 - In linea Elite: ritirato

### Competizioni europee
- Campionati europei

Sofia 2007 - In linea Under-23: 19º
Plumelec 2016 - In linea Elite: 50º
Alkmaar 2019 - In linea Elite: ritirato
Trento 2021 - In linea Elite: ritirato
- Giochi europei

Baku 2015 - In linea Elite: 14º
Minsk 2019 - In linea Elite: 5º